# Europolemur
Europolemur — рід адапіформних приматів, що жили в Європі в середньому еоцені.
Europolemur klatti є частиною групи скам'янілостей з довгими пальцями, які, швидше за все, наближаються до пропорцій рук ранніх еуприматів. E. klatti має хапальний галлюкс, і є докази того, що він міг мати нігті, а не кігті. Форма п'яткової кістки нагадує таку, як у смілодектів і нотарктусів. E. klatti мав середню масу тіла 1.7 кілограма.